# Vay László (ezredes)
Gróf vajai és luskodi Vay László (Berkesz, Szabolcs vármegye, 1823. augusztus 15.– Berkesz, 1884. november 25.), császári és királyi kamarás, a Belga Lipót-rend lovagja, Máramaros vármegye főispánja, 1848-as honvéd őrnagy, királyi ezredes, földbirtokos.

## Élete
A magyar főnemesi gróf Vay család sarja. Apja gróf Vay Ábrahám (1789–1855) főispán, országgyűlési képviselő, földbirtokos, az MTA egyik alapító és igazgatósági tagja, anyja kazinczi Kazinczy Zsófia (1794–1843). Az apai nagyszülei báró vajai és laskodi Vay József (1752–1821), földbirtokos, és bocsári Mocsáry Erzsébet	(1757–1813) voltak. Az anyai nagyszülei kazinczi Kazinczy Péter (1747–1827), Zemplén vármegye alispánja, aranysarkantyús vitéz, földbirtokos és kiscsoltói Ragályi Zsuzsanna voltak.
A sárospataki református kollégiumban végzett. Kilépett hadnagy (1840-1846. a 3. dzsidásezredben szolgált), birtokán élt. 1848 nyarán Csongrád megye mozgósított lovas nemzetőrségével, illetve a 10. honvédzászlóaljjal részt vett a délvidéki harcokban. November 29 (16.)- főhadnagy a Pest megyében alakuló 16. Károlyi huszárezrednél szolgált. December 15-én áthelyezték a 7. Reuss huszárezredhez. 1849. január 16-án (15.)- százados, februártól parancsőrtiszt volt Henryk Dembiński altábornagy mellett. Június 16-ától a felső-magyarországi (IX.) hadtest főpénztárnoka lett.
A szabadságharc végén kimenekült, Kossuth Lajos Sumlán őrnaggyá léptette elő (1850. februárjában). Később Nyugat-Európában élt, 1855-ben hazatért. 1867-ben volt őrnagyként a Pest városi Honvédegylet tagja. 1869-től őrnagy, 1870-től alezredes, 1874-től ezredes a magyar királyi honvédségnél, 1874-ben nyugalmazzák.

## Házassága és leszármazottjai
Feleségül vett a magyar nemesi beniczi és micsinyei Beniczky Sarolta (*Tótgyörk, 1837. március 7.–Baden, 1913. április 8.) kisasszonyt, akinek a szülei beniczi és micsinyei Beniczky Adolf (1807–1871) Bihar vármegye bizotmányának tagja, földbirtokos, és tolcsvai Bónis Johanna (1813–1881) voltak. Vay László gróf és Benizcky Sarolta frigyéből született:
- gróf Vay László (Pest, 1856. március 18.–1856)[6]
- gróf Vay Sándor (született: Vay Sarolta Zsófia Lilla Róza Johanna grófnő) (Pest, 1857. május 21.–Lugano, Svájc, 1918. május 23.) író, újságíró.[7]
- gróf Vay Judit (1860–1861)
- gróf Vay Péter (Gyón, 1863. szeptember 26. – Assisi, 1948. február 28.). író, üszkübi (szkopjei) címzetes püspök, világutazó.